# Hinterkaifeck

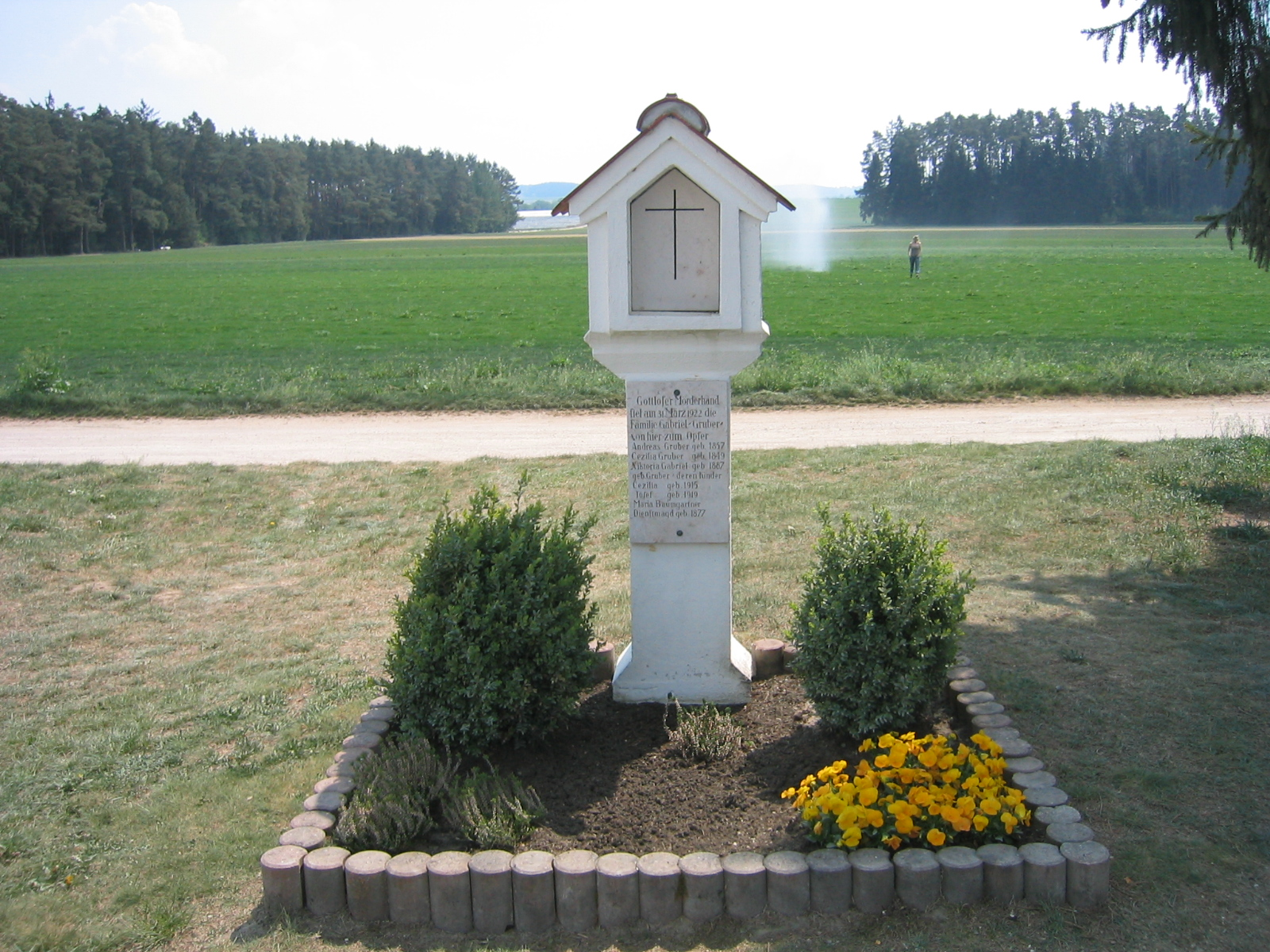
Hinterkaifeck atualmente

Hinterkaifeck é uma pequena fazenda situada entre as cidades bávaras de Ingolstadt e Schrobenhausen (aproximadamente 70 km ao norte de Munique) que foi palco de um dos crimes mais famosos da Alemanha. Na noite de 31 de Março de 1922, os seis moradores da fazenda foram mortos com uma enxada. O assassinato permanece sem solução até hoje.
As seis vítimas eram os fazendeiros Andreas Gruber (63) e a esposa dele Cäzilia (72); a filha viúva deles Viktoria Gabriel (35) e os dois filhos dela, Cäzilia (7) e Josef (2); e a empregada Maria Baumgartner (44). Houve rumores que Josef era filho de Viktoria e o seu pai Andreas, que tiveram uma relação incestuosa.

## Localização
Construída por volta de 1863, Hinterkaifeck (o prefixo hinter, que é parte dos nomes de diversos lugares em alemão, significa “atrás”) nunca foi oficialmente o nome de um lugar ou um distrito separado com esse nome, e sim o nome não-oficial de uma casa. Perto de Kaifeck fica um Einödhof, ou um loteamento de fazenda única, localizado a cerca de 1 km ao sul da “fazenda dos assassinatos” na rodovia municipal para Schrobenhausen. A fazenda, no entanto, não pertencia a Kaifeck, mas ao vilarejo de Gröbern como a casa de número 27 ½ do município de Wagen, e foi incorporada a Waidhofen em 1971.
Menos de um ano após os assassinatos, e depois da investigação, a fazenda foi completamente demolida, revelando evidências adicionais (a enxada escondida no sótão e um canivete no feno do celeiro). Desde então, o local não teve nenhuma construção, exceto um altar memorial e hoje a antiga terra de Hinterkaifeck é uma área de agricultura aberta.

## Assassinatos
Prelúdio
Coisas estranhas começaram a acontecer em HInterkaifeck algum tempo antes do ataque. Seis meses antes do ataque, a empregada da família pediu demissão, alegando ter ouvido sons estranhos e dizendo acreditar que a casa era assombrada. Andreas Gruber encontrou um jornal estranho, de Munique, na propriedade em março de 1922. Ele não se lembrava de tê-lo comprado e por isso Gruber inicialmente achou que o carteiro havia perdido o jornal. Esse não era o caso, entretanto, já que ninguém na vizinhança recebia esse jornal. Apenas dias antes dos assassinatos, Gruber contou aos vizinhos que ele havia descoberto rastros na neve fresca que levavam da floresta até uma porta quebrada na casa de máquinas da fazenda. Enquanto isso por si só não era perturbador, foi o fato de que as marcas não saíam da fazenda que o deixou nervoso. Por volta do mesmo período, algumas chaves da família sumiram.
Mais tarde, durante a noite, eles ouviram passos no sótão, mas Gruber não encontrou ninguém quando revistou a propriedade. Apesar de ele ter contado a diversas pessoas sobre essas supostas observações, ele recusou ajuda e os detalhes não foram relatados à polícia. De acordo com um amigo de escola de Cäzilia Gabriel, a menina de sete anos contou que sua mãe, Viktoria, havia fugido da fazenda na noite anterior ao ato depois de uma briga violenta e só foi encontrada horas depois, na floresta. A família também observou repetidas vezes um homem com um bigode parado na orla da floresta, olhando em direção à casa, aparentemente os observando.
31 de março – 1 de abril de 1922
Na tarde de 31 de março de 1922, uma sexta-feira, a nova empregada, Maria Baumgartner, chegou à fazenda. A irmã de Maria a havia acompanhado até lá e partiu da fazendo após uma curta estadia. Ela foi provavelmente a última pessoa a ver os habitantes vivos. Parece que tarde da noite, Viktoria Gabriel; sua filha de sete anos, Cäzilia; e seus pais, Andreas e Cäzilia foram atraídos para o celeiro da família através do estábulo, onde foram assassinados, um de cada vez. O perpetrador (ou perpetradores) usou uma enxada da família para mata-los com golpes na cabeça. O perpetrador então entrou na casa, onde – com a mesma arma do crime – ele matou Baumgartner em seu quarto. Ele presumivelmente matou Josef por último, visto que ele dormia em um berço no quarto de sua mãe.
Descoberta
Quatro dias se passaram entre os assassinatos e a descoberta dos corpos. Em 1 de abril, os vendedores de café Hans Schirovsky e Eduard Schirovsky chegaram em Hinterkaifeck para fazer uma entrega. Quando ninguém respondeu às batidas na porta e nas janelas, eles deram a volta pelo jardim, mas não viram ninguém. Eles só notaram que o portão para a casa de máquinas estava aberto antes de decidirem sair. Cäzilia Gabriel se ausentou da escola sem justificativa pelos próximos dias e a família não compareceu ao culto de domingo. Na segunda-feira, 3 de abril, o carteiro, Josef Mayer, estava entregando o correio em Hinterkaifeck quando percebeu que a correspondência de sábado ainda estava onde ele a havia deixado e que ninguém havia estado no jardim.
O funcionário Albert Hofner foi até Hinterkaifeck em 4 de abril para consertar o motor do triturador de alimentos. Ele disse que não viu ninguém da família nem ouviu qualquer coisa som os dos animais da fazenda e do cachorro dentro do celeiro. Depois de esperar por uma hora, ele decidiu começar o reparo, que completou em cerca de 4h30m. Em Gröbern, cerca de 14h30m, ele encontrou as filhas do guia do vilarejo, Lorenz Schlittenbauer, e disse a ele que os reparos em Hinterkaifeck haviam sido feitos. Hofner também contou a Georg Greger, o prefeito de Wangen, sobre o vazio fantasmagórico de Hinterkaifeck.
Por volta de 15h30m, Schlittenbauer mandou seu filho, Johan (16), e seu enteado, Josef (9), para Hinterkaifeck, com a esperança de estabelecer contato com a família. Quando eles relataram não ter visto ninguém, o próprio Schlittenbauer foi até a fazenda no mesmo dia com Michael Pöll e Jakob Sigl. Ao entrar no celeiro, eles encontraram os corpos de Andreas Gruber; sua esposa, Cäzilia Gruber; sua filha, Viktoria Gabriel; e sua neta, Cäzilia Gabriel. Pouco depois, eles encontraram a empregada, Maria Baumgartner, e o mais jovem membro da família, Josef, assassinados dentro da casa.

## Investigação
O inspetor Georg Reingruber e seus colegas do Departamento de Polícia de Munique investigaram os assassinatos. Investigações iniciais foram atrapalhadas pelo número de pessoas que haviam interagido com a cena do crime, movido corpos e itens, e até mesmo cozinhado e comido na cozinha. Um dia depois da descoberta dos corpos, o médico da corte Johann Baptist Aumüller realizou as autópsias no celeiro. Foi estabelecido que uma enxada era a arma do crime mais provável, apesar de a arma em si não estar na cena do crime. Evidências mostravam que a jovem Cäzilia havia ficado viva por várias horas após o ataque – ela havia arrancado tufos de seu cabelo enquanto estava deitada na palha. Os crânios das vítimas foram removidos e enviados para Munique, onde foram examinados mais minuciosamente. As cabeças foram, por fim, mantidas em um prédio da justiça em Augsburgo e então perdidas, possivelmente destruídas nos bombardeios dos Aliados na Segunda Guerra Mundial. No sábado, 8 de abril, as vítimas foram enterradas no cemitério de Waidhofen.
A polícia inicialmente suspeitou que o motivo do crime fosse roubo, e interrogou artesãos viajantes, vadios, e diversos habitantes dos vilarejos vizinhos. Quando uma grande quantia de dinheiro foi encontrada na casa, eles abandonaram essa teoria. Estava claro que o(s) perpetrador(es) havia(m) permanecido na fazenda por vários dias: alguém havia alimentado o gado, comido todo o suprimento de pão da cozinha, e tinha recentemente cortado carne da despensa. Também era possível que o perpetrador houvesse ficado na casa por alguns dias depois da descoberta. Vizinhos também relataram fumaça saindo da chaminé durante todo o final de semana. O perpetrador teria facilmente encontrado o dinheiro se um roubo fosse a intenção, mas o dinheiro estava intocado.
Sem uma motivação clara a ser encontrada na cena do crime, a polícia começou a formular uma lista de suspeitos. Apesar de repetidas prisões, nenhum assassino foi encontrado e o caso foi encerrado em 1955. Apesar disso, os últimos interrogatórios aconteceram em 1986, antes que o Kriminalhauptkommissar Konrad Müller se aposentasse. Ao todo, mais de 100 suspeitos foram interrogados ao longo dos anos, mas resultados conclusivos nunca foram encontrados.
Inconsistências
Na inspeção dos relatórios da comissão da corte, foi notado que as vítimas provavelmente haviam sido atraídas até o celeiro por uma agitação no estábulo resultante de barulhos dos animais. No entanto, quanto tentaram reproduzir as mesmas condições, percebeu-se que pelo menos gritos humanos no celeiro não podiam ser ouvidos de dentro da casa. Isso levanta a pergunta: por que os quatro integrantes mais velhos da família foram para o celeiro em primeiro lugar?
A sequência exata de eventos não pôde ser totalmente esclarecida. Foram tiradas apenas cinco fotos da cena do crime: duas dos corpos no celeiro, uma da empregada morta em seu quarto, uma do berço de Josef destruído e uma da vista da casa no jardim. Não tiraram impressões digitais. Uma reconstrução baseada nas posições dos corpos revelou que Viktoria Gabriel foi provavelmente a primeira a ser assassinada. Depois, foi a velha Cäzilia Gruber; seguida por seu marido, Andreas Gruber e, por fim, Cäzilia Gabriel. Na casa, a empregada deve ter sido morta antes de Josef.
Costuma-se assumir que o assassino já estava nas premissas, dentro do telhado, antes do ato, baseado no que Gruber contou aos vizinhos antes de sua morte. Algumas das evidências a favor dessa teoria, como telhas fora do lugar e sulcos no feno, foram mais tarde interpretadas como esconderijos possíveis para as atividades incestuosas de Gruber e Viktoria. Isso explicaria porque Gruber não notou nenhuma dessas irregularidades mesmo tendo revistado a casa minuciosamente várias vezes.
Na noite após o crime, três dias antes de os corpos serem descobertos, o artesão Michael Plöckl passou por Hinterkaifeck. Plöckl observou que o forno havia sido ligado por alguém. Essa pessoa se aproximou dele com uma lanterna e o cegou, o que fez com que ele se apressasse em continuar seu caminho. Plöckl também notou que a fumaça saindo da chaminé tinha um cheiro nojento. Esse incidente e o cheiro da fumaça não foram investigados.
No dia 1 de abril, às 15h, o fazendeiro e açougueiro Simon Reißländer, no caminho para sua casa, perto de Brunnen, viu duas figuras misteriosas na orla da floresta. Quando os estranhos o viram, eles viraram as costas para que seus rostos não ficassem visíveis. Mais tarde, quando ele ouviu falar dos assassinatos de Hinterkaifeck, ele achou possível que os estranhos estivessem envolvidos.
O funcionário Albert Hofner esteve em Hinterkaifeck fazendo consertos por diversas horas após o crime, mas só foi interrogado em 1925. Seu depoimento sugere que o perpetrador estava no quintal durante seus reparos. As portas da casa haviam sido trancadas e ele não encontrou ninguém, mas conseguia ouvir o cachorro latindo do lado de dentro. Quando terminou os consertos, um cachorro estava amarrado do lado de fora e a porta do celeiro estava aberta. Quando os homens descobriram o corpo mais tarde naquele dia, o cachorro estava dentro do celeiro e a porta havia sido fechada de novo.
Em meados de maio de 1927, há rumores que um estranho parou um residente de Waidhofen à meia-noite. Ele perguntou sobre os assassinatos, então gritou que ele era o assassino e correu para a floresta. Quem aquele homem era nunca foi descoberto.

## Suspeitos
Karl Gabriel
O marido de Viktoria Gabriel, Karl Gabriel, havia supostamente sido morto em dezembro de 1914, durante a Primeira Guerra Mundial. No entanto, seu corpo nunca foi encontrado. Após os assassinatos, as pessoas começaram a especular se ele havia, de fato, morrido na guerra. Vitkoria Gabriel havia dado à luz a Josef ilegitimamente durante a ausência do seu marido. Havia rumores de que o menino de dois anos era o filho de Viktoria e seu pai, Andreas, que tinham uma relação incestuosa conhecida na corte e no vilarejo. Especulava-se que Karl Gabriel havia matado a família por vingança. Apesar de soldados do seu batalhão confirmarem a sua morte, e de a polícia acreditar neles, essa teoria ganhou força com o passar dos anos, depois que diversas pessoas relataram ter encontrado Gabriel ou disseram poder confirmar que ele havia trocado de identidade com um colega morto.
Depois que a Segunda Guerra Mundial terminou, prisioneiros de guerra da região de Schrobenhausen que foram libertados mais cedo do cativeiro soviético alegaram ter sido mandados para casa por um oficial soviético que falava bávaro e que dizia ser o assassino de Hinterkaifeck. Alguns desses homens mudaram seus depoimentos mais tarde, contudo, o que diminui sua credibilidade. Muitos especularam que esse oficial soviético podia ser Karl Gabriel, porque aqueles que diziam ter visto Gabriel após a sua suposta morte alegavam que ele queria ir para a Rússia. Se Karl Gabriel de fato sobreviveu à guerra é algo que nunca poderá ser provado e, mesmo que fosse, não seria prova de que ele é o assassino de Hinterkaifeck.
Lorenz Schlittenbauer
Pouco após a morte de sua esposa, em 1918, começou-se a acreditar que Lorenz Schlittenbauer tinha um relacionamento com Vitkoria Gabriel e era o pai de Josef. As iniciais “L.S.” aparecem na certidão de nascimento de Josef, apesar de poderem ser apenas as inicias de um médico. Quando Schlittenbauer e seus amigos foram investigar, eles tiveram que quebrar um portão para entrar no celeiro porque todas as portas estavam trancadas. No entanto, imediatamente após encontrar os quatro corpos no celeiro, Schlittenbauer aparentemente destrancou a porta da frente com uma chave e entrou na casa sozinho. Uma chave da casa havia desaparecido vários dias antes dos assassinatos, mas também é possível que Schlittenbauer, como vizinho e provável amante de Vitkoria, possa ter recebido uma chave. Quando questionado por seus companheiros a respeito de porque ele entrou na casa sozinho quando não se sabia se o assassino ainda estava lá, Schlittenbauer supostamente disse que foi procurar seu filho, Josef. Mesmo desconsiderando-se todos os rumores acima, é sabido que Schlittenbauer mexeu nos corpos na cena do crime, possivelmente atrapalhando as investigações.
Por muitos anos depois, a suspeita local permaneceu em Schlittenbauer por conta de seus comentários estranhos, que foram vistos como detalhes que apenas o assassino poderia saber. De acordo com relatórios do caso, o professor local Hans Yblagger encontrou Schlittenbauer visitando os restos de uma Hinterkaifeck demolida. Quando foi questionado a respeito do motivo pelo qual estava ali, Schlittenbauer disse que as tentativas do perpetrador de enterrar os restos da família no celeiro haviam sido frustrados pelo solo congelado. Isso foi visto como evidência de que Schlittenbauer tinha conhecimento profundo das condições do solo quando o crime ocorreu, apesar de que, sendo um vizinho e, portanto, familiar com o local, ele podia estar dando um palpite educado. Outra especulação era de que Schlittenbauer haveria matado a família depois que Viktoria passou a exigir ajuda financeira para Josef. Até sua morte, em 1941, Schlittenbauer ganhou vários casos de calúnia contra pessoas que o descreveram como “o assassino de Hinterkaifeck”.
Irmãos Gump
No dia 9 de abri de 1922, o detetive Reingruber queria interrogar Adolf Gump sobre os assassinatos, já que havia rumores de que ele estava em um relacionamento com Viktoria. Entretanto, não há qualquer evidência para apoiar essa teoria. Com três outros, Adolf Gump havia participado do assassinato de nove plebeus na Silésia. Reingruber não podia anular o envolvimento potencial de Adolf Gump nos assassinatos de Hinterkaifeck, e ele instruiu as estações gendarmerie correspondentes a perguntar sobre um álibi para os últimos dias de março de 1922.
Em 1951, o promotor Andreas Popp investigou o irmão de Adolf, Anton Gump, pelos assassinatos em Hinterkaifeck. A irmã dos Gump, Kreszentia Mayer, alegou em seu leito de morte que seus irmãos, Adolf e Anton, haviam cometido os assassinatos. Como resultado, Anton Gump foi mantido sob custódia policial, mas Adolf já havia morrido em 1944. Após um curto período, no entanto, Anton foi liberado de novo e, em 1954, o caso contra ele foi finalmente descontinuado porque não se podia provar que ele havia participado dos crimes.
Karl S. e Andreas S.
Em 1971, uma mulher chamada Therese T. citou um evento em sua juventude: Quando tinha doze anos, ela testemunhou sua mãe recebendo uma visita da mãe dos irmãos Karl e Andreas S. A mulher dizia que seus filhos, de Sattelberg, eram os assassinos de Hinterkaifeck. A mãe disse, “Andreas ficou triste por ter perdido seu canivete” durante a conversa. De fato, quando a fazenda foi demolida em 1923, um canivete que não podia ser relacionado a ninguém foi encontrado. O canivete, porém, poderia ter pertencido a uma das vítimas. Essa pista foi seguida, sem resultado. Kreszenz Rieger, a antiga empregada de Hinterkaifeck, tinha certeza que ela já tinha visto o canivete no quintal durante seu serviço.
Peter Weber
Peter Weber foi nomeado como suspeito por Josef Betz. Os dois trabalharam juntos no inverno de 1919/1920 e dividiram um quarto. De acordo com Betz, Weber falou, naquele período, sobre uma fazenda remota, Hinterkaifeck. Weber sabia que só um casal de velhos morava lá, com sua filha e seus dois netos. É provável que ele soubesse do incesto entre Gruber e sua filha. Betz testemunhou em uma audiência que Weber havia sugerido matar o velho para roubar o dinheiro da família. Quando Betz não respondeu à oferta, Weber parou de falar a respeito.
Irmãos Bichler e Georg Siegl
A antiga empregada, Kreszenz Rieger, trabalhou em HInterkaifeck de novembro de 1920 até setembro de 1921. Ela suspeitava que os irmãos Anton e Karl Bichler haviam cometido os assassinatos. Anton Bichler havia ajudado com a colheita de batatas em Hinterkaifeck e, portanto, conhecia a propriedade. Rieger disse que Bichler falava com ela com frequência sobre a família Gruber-Gabriel. Anton supostamente disse que a família deveria estar morta. A empregada também enfatizou em seu interrogatório que o cachorro da fazenda, que latia para todo mundo, nunca latiu para Anton. Ela também disse ter falado com um estranho em sua janela à noite. A empregada acredita que era Karl Bichler, o irmão de Anton. Ela acreditava que Anton e Karl Bichler podiam ter cometido os assassinatos junto com Georg Siegl, que tinha trabalhado em Hinterkaifeck e sabia da fortuna da família. Supostamente, Siegl havia invadido a casa em 1920 e roubado diversos itens – acusação que ele negou. Ele disse, no entanto, que havia esculpido o cabo da arma do crime enquanto trabalhava em Hinterkaifeck e sabia que a ferramenta estaria guardada na passagem do celeiro.
Irmãos Thaler
Os irmãos Thaler também eram suspeitos, de acordo com um depoimento da antiga empregada, Kreszenz Rieger. Os irmãos já haviam cometido diversos roubos pequenos na área antes do crime. Rieger disse que Josef Thaler parou em sua janela à noite e lhe fez perguntas sobre a família, mas ela não respondeu. Durante a conversa, Josef Thaler alegou saber qual membro da família estava dormindo em qual quarto e disse que eles tinham muito dinheiro. Rieger percebeu, também durante a conversa, que havia outra pessoa por perto. De acordo com seu depoimento, Josef Thaler e o estranho olharam para a casa de máquinas e depois para cima.
Paul Mueller
O autor Bill James, em seu livro, “The Man from the Train”, alegou que Paul Mueller podia ser o responsável pelos assassinatos. Os assassinatos tem algumas semelhanças com seus crimes nos Estados Unidos, incluindo a chacina de uma família inteira em sua casa isolada, usando a parte cega de uma ferramenta da fazenda como arma (uma picareta), e a aparente ausência de roubo como uma motivação. Os autores suspeitam que Mueller, descrito como um imigrante alemão na mídia contemporânea, talvez tenha saído dos Estados Unidos e voltado para sua terra natal depois que detetives particulares começaram a notar e publicar padrões nos assassinatos de famílias por todo o estado, após o assassinato, em 1912, de duas famílias em uma única noite em Colorado Springs, Colorado, e um assassinato similar de outra família semanas depois a algumas centenas de km de distância no estado vizinho, Kansas.

## Herança
Muitos livros e artigos de jornal foram dedicados aos assassinatos. Uma série de artigos escrita por Josef Ludwig Hecker em Schrobenhausener Zeitung reviveu o interesse nos assassinatos. Peter Leuschner escreveu dois livros com o título Hinterkaifeck: Der Mordfall. Spuren eines mysteriösen Verbrechens em 1979 e 1997. O segundo livro é uma extensão do primeiro; Leuschner cita os relatórios originais da polícia.
Um filme documental, Hinterkaifeck - Symbol des Unheimlichen (1981) é baseado nos livros de Leuschner; Hans Fegert adaptou o livro, dirigiu o filme (filmado em Super 8, com som), e foi o operador de câmera. O filme foi filmado regularmente em Ingolstadt. Dez anos depois, a peça de Reinhard Keilich, Hinterkaifeck – Deutschlands geheimnisvollster Mordfall (1991) foi produzida e, ao mesmo tempo, Kurt K. Hieber produziu outro documentário, filmado no local e mostrado na televisão e em cinemas locais. Também em 1991, a estação de rádio Funkhaus Ingolstadt levou ao ar um documentário Hinterkaifeck – auf den Spuren eines Mörders, e o Abendzeitung (München) publicou uma série de artigos chamada Die sechs Toten vom Einödhof – Bayerns rätselhaftestes Verbrechen.
Em 2007, os alunos da Polizeifachhochschule (academia de polícia) em Fürstenfeldbruck examinaram o caso usando técnicas de investigação modernas. Eles concluíram que é impossível solucionar definitivamente o crime depois de tanto tempo ter se passado. As técnicas de investigação primitivas disponíveis na época dos assassinatos resultaram em poucas evidências e, nas décadas desde então, evidências foram perdidas e suspeitos morreram. Apesar desses problemas, os estudantes estabeleceram um suspeito primário, mas não divulgaram seu nome em respeito aos parentes ainda vivos.
Hinter Kaifeck é um thriller de mistério de 2009 feito pelo diretor Esther Gronenborn e pela produtora Monika Raebel, estrelando Benno Fürmann e Alexandra Maria Lara.

Em 2017, o último capítulo de “The Man from the Train”, de Bill James e sua filha, Rachel McCarthy James, brevemente discutiu os assassinatos de Hinterkaifeck. Os autores explicaram a possibilidade de os crimes alemães terem sido cometidos por Paul Mueller, o serial killer do título, que os autores acreditam ter matado diversas famílias nos Estados Unidos sob circunstâncias similares entre 1898 e 1912. Os assassinatos atribuídos a Mueller, incluindo os assassinatos a machado de Villisca, foram aparentemente invasões noturnas aleatórias em/perto de pequenas cidades de beira de estrada que deixaram famílias inteiras espancadas até a morte com a parte cega de um machado, e foram provavelmente motivados por uma atração sadista e necrófila a garotas pré-adolescentes. Os autores avaliam as chances de Mueller ser o assassino de Hinterkaifeck como “mais ou menos o mesmo que fazer cara ou coroa”, mas concluem que “não existe nenhum motivo para acreditar que não é ele”.